# Oberbruck
Oberbruck (en alsacià Owerbrucke) és un municipi francès, situat a la regió del Gran Est, al departament de l'Alt Rin. L'any 2004 tenia 428 habitants.

## Demografia
| 1962 | 1968 | 1975 | 1982 | 1990 | 1999 |
| ---- | ---- | ---- | ---- | ---- | ---- |
| 519  | 548  | 506  | 439  | 462  | 475  |

## Administració
| Període   | Identitat        | Partit |
| --------- | ---------------- | ------ |
| 1977-1995 | Bernard Behra    |        |
| 1995-2001 | Philippe Tritter |        |
| 2001-2008 | André Kippelen   |        |
| 2008-     | Jacques Behra    |        |